# 67-й километр (платформа, Ленинградская область)
67 км (ранее Ну́йяла, фин. Nuijala) — железнодорожный остановочный пункт Приозерского направления Октябрьской железной дороги. Находится между станцией Орехово и платформой Никитино (69 км). Расположен возле большого садоводческого массива.
Билеты приобретаются у контролёров в электричке. Рядом с платформой расположено футбольное поле. Примерно в километре к западу от платформы находится деревня Орехово (её не следует путать с посёлком при станции Орехово). Через эту деревню проходит старый участок Приозерского шоссе. Новая автотрасса «Сортавала» А121 проходит здесь примерно на 2 км западнее деревни и старой дороги.
До 1940 года платформа находилась на финской территории и с 1918 по 1940 год служила конечным пунктом — пути дальше на юг, в сторону советской границы, были разобраны. Пункт Нуйяла (по названию прилегавшей деревни) использовался для вывоза брёвен, не был ни станцией (не было путевого развития), ни остановочным пунктом пассажирских перевозок.
Предполагается, что после перехода этих мест под контроль СССР пассажирский остановочный пункт в месте, ранее известном как Нуйяла, появился лишь в 1959 году, при электрификации железнодорожного перегона и в связи с появлением садоводческих товариществ поблизости. До 1960-х годов железная дорога в районе этого остановочного пункта была однопутной (согласно некоторым источникам, до начала 1960-х и весь участок от Пискарёвки до Сосново был однопутным).

## Фотографии

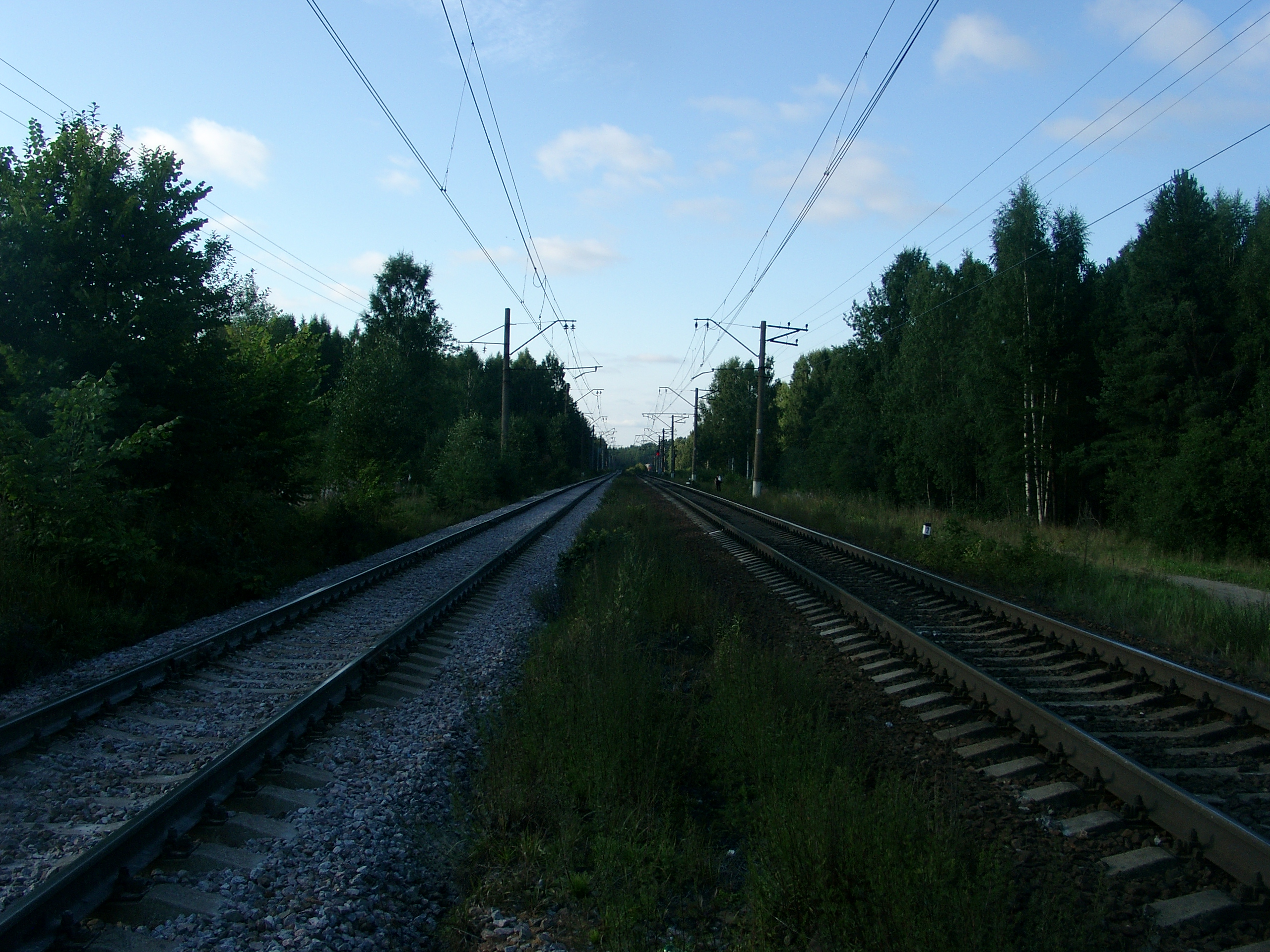
Вид в северном направлении, в сторону пл. 69 км
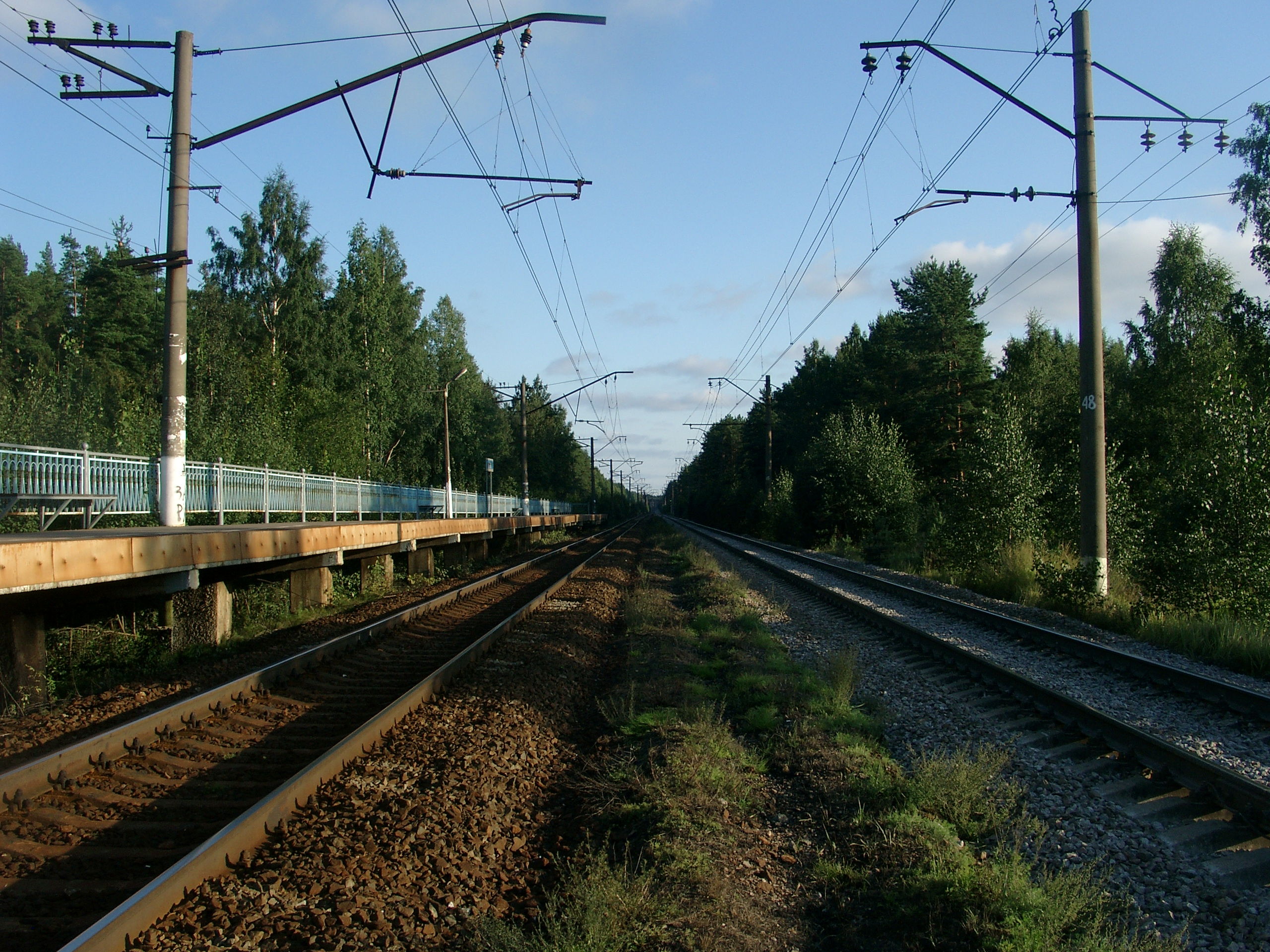
Вид в южном направлении, в сторону ст. Орехово
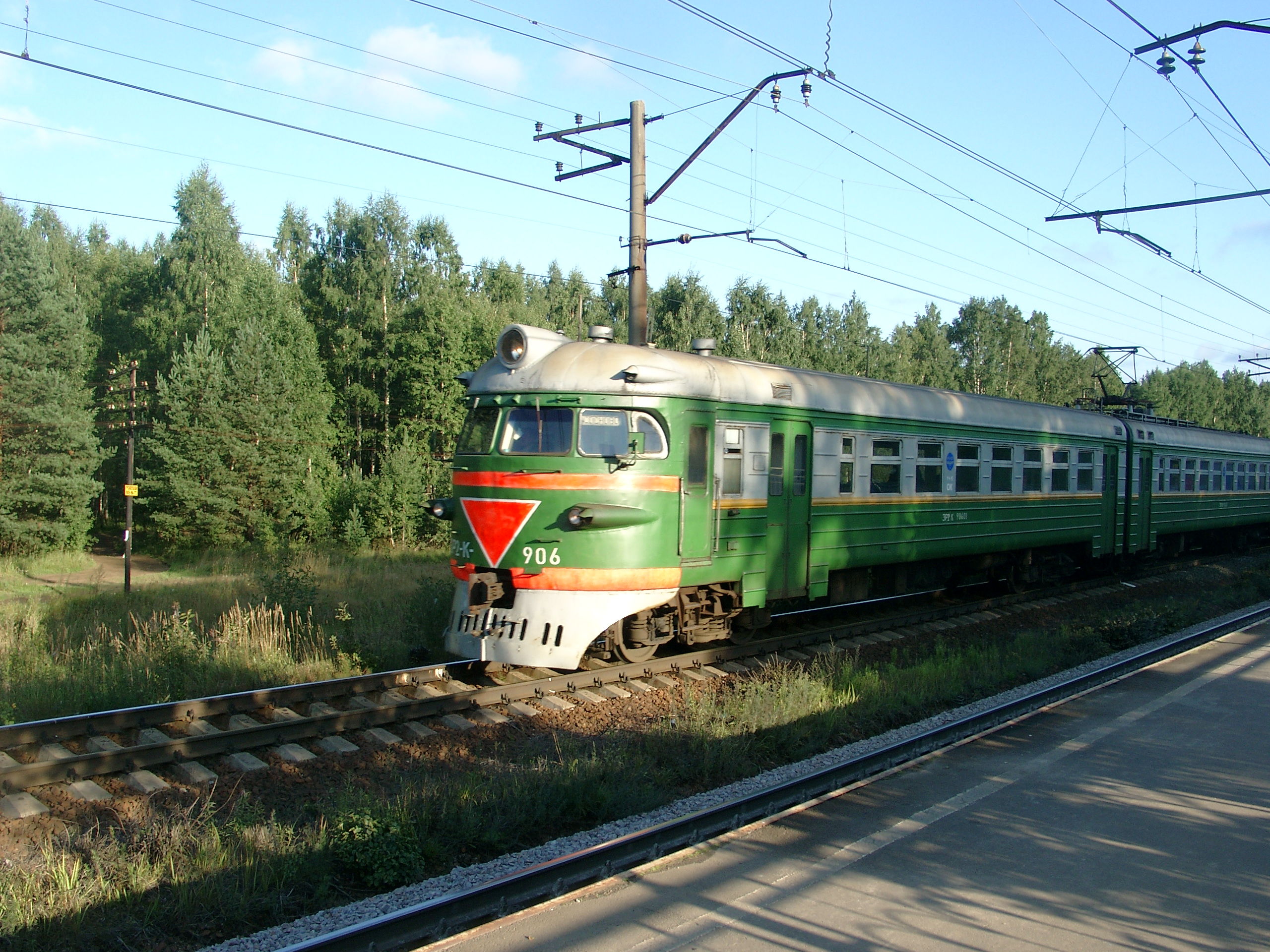
Отправление электропоезда на Сосново
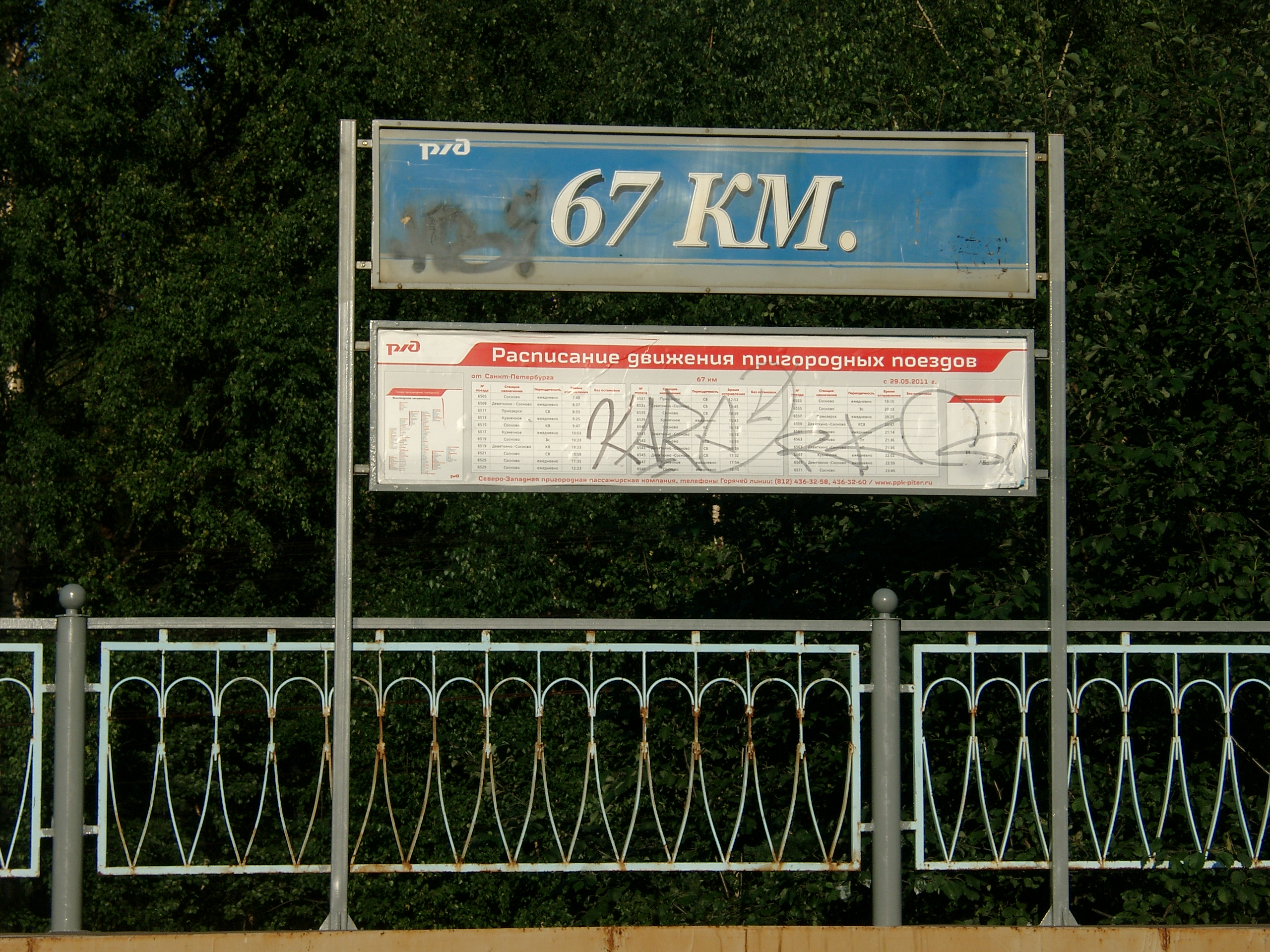
Указатель с названием платформы